# أوكيتشوبي
اوكيتشوبي (بالإنجليزية: Okeechobee)‏ هي مدينة أمريكية تقع في ولاية فلوريدا. تبلغ مساحة هذه المدينة 10.8 (كم²)،ويبلغ عدد سكانها 5784 نسمة حسب إحصاء سنة 2010 م 5784.تشير إحصاءات سنة 2000م بأن الكثافة السكانية في هذه المدينة تقدر بـ(503.1) نسمة/كم2 

## أعلام
- جوناثون كروفورد
- جون غريس
- إدوين بوب
- جيرالد سولومون
- مارك بالينغر